# Aeroportul Tapachula
Aeroportul Tapachula (IATA: TAP, ICAO: MMTP) este un aeroport din Chiapas, Mexic ce deservește zona Tapachula de Córdova y Ordóñez⁠(d). Aeroportul a fost tranzitat în 2023 de 553.744 de pasageri. A fost numit după zona deservită.
Situat la o altitudine de 30 m, aeroportul dispune de 1 pistă. Este operat de Grupo Aeroportuario del Sureste⁠(d).

## Infrastructură

### Piste
Aeroportul dispune de o singură pistă. Pista 05/23 are suprafața de asfalt și dimensiunile 2.000 m × 45 m. 